# Jordan Slew
Jordan Michael Slew (* 7. September 1992 in Sheffield) ist ein englischer Fußballspieler. Derzeit steht er bei den Blackburn Rovers unter Vertrag. Er wird im Normalfall als Stürmer eingesetzt.

## Karriere

### Sheffield United
Slew wurde in der Fußballakademie von Sheffield United in seiner Heimatstadt ausgebildet. Für den Zweitligisten absolvierte er im Oktober 2010 beim 0:1 gegen den FC Watford sein erstes Pflichtspiel. Direkt im Anschluss unterzeichnete er seinen ersten Profivertrag bei den Blades, der ihn bis zum Ende der Saison 2011/12 an den Verein binden sollte. Nach weiteren Einsätzen als Auswechselspieler erzielte er bei seinem Startelfdebüt direkt seinen ersten Treffer in der Liga. Um den jungen Stürmer längerfristig an den Verein zu binden, konnte man Slew im Sommer 2011 von einer erneuten Vertragsverlängerung überzeugen.

### Blackburn Rovers
Obwohl er erst wenige Wochen zuvor seinen Vertrag in Sheffield verlängert hatte, wurde er am letzten Tag der Sommertransferperiode vom Erstligisten Blackburn Rovers verpflichtet. Darüber hinaus sagte Slew bei seiner Vertragsverlängerung in Sheffield:

“This is my hometown and where I want to continue my development. The aim now is to play as many games and score as many goals as possible.”

„Das (Sheffield) ist meine Heimatstadt, wo ich mich weiter entwickeln möchte. Mein Ziel ist es nun, so viele Spiele wie möglich zu absolvieren und so viele Tore wie möglich zu schießen.“

 Diese Aussage sorgte im Nachhinein für zusätzliche Kritik an seinem Transfer. In Blackburn unterschrieb er einen Vierjahresvertrag.
Sein Ligadebüt gab Slew am 31. Dezember 2011 beim 3:2-Auswärtserfolg gegen Manchester United. In der Folgezeit konnte er sich bei den Rovers nicht durchsetzen und wurde, um ihm Spielpraxis zu gewähren, im März 2012 an den Drittligisten FC Stevenage verliehen. Dort absolvierte er bis zum Ende der Saison neun Spiele und verpasste mit der Mannschaft nur knapp den Aufstieg, während sein Stammverein aus der Premier League abstieg.
Im August 2012 gab der Verein ein weiteres Leihgeschäft mit Slew bekannt. Er wurde für ein halbes Jahr an den Drittligisten Oldham Athletic verliehen. Allerdings musste Slew bereits im ersten Monat wegen einer Rückenverletzung mehrfach zur Behandlung nach Blackburn zurückkehren.

### Nationalmannschaft
Slew ist Bestandteil der U-19-Nationalmannschaft von England. Sein Debüt gab er bei der 0:1-Heimniederlage im Freundschaftsspiel gegen Deutschland.